# Rivolta dei Maji Maji
La rivolta dei Maji Maji, detta anche guerra dei Maji Maji, fu una rivolta di diverse tribù africane nell'Africa Orientale Tedesca contro il dominio coloniale tedesco, tra il 1905 e il 1907.

## Antefatto
Come risultato della spartizione dell'Africa tra le principali potenze europee negli anni ottanta del XIX secolo, la Germania ottenne il controllo di quattro possedimenti principali: l'Africa Orientale Tedesca (ora Tanzania, Ruanda, Burundi, e una parte del Mozambico), l'Africa Tedesca del Sud-Ovest (ora Namibia), il Camerun e il Togoland (ora divisa tra Ghana e Togo).
In Africa orientale i tedeschi avevano un controllo relativamente debole, che cercarono di rafforzare edificando un sistema di fortini e trattando con la popolazione locale in modo particolarmente rigido. Iniziarono ad imporre tasse capitarie nel 1898, e fecero massiccio ricorso ai lavori forzati per costruire strade e per altri scopi. Nel 1902, il governatore ordinò agli abitanti dei villaggi di coltivare cotone come cash crop (coltura facilmente monetizzabile). Ogni capovillaggio era responsabile del raggiungimento di un certo quantitativo di cotone prodotto, ruolo che spesso aveva una conseguenza di impopolarità presso la popolazione. In Tanzania si ebbero diversi casi di villaggi in cui la popolazione rifiutò di lavorare la terra o di ricevere il pagamento previsto.
La politica tedesca in Africa orientale influenzò la struttura sociale dei popoli locali. Gli uomini erano spesso costretti ad allontanarsi dalle loro abitazioni per lavorare, e le donne dovettero assumere alcune delle responsabilità tradizionalmente prerogativa dei maschi. L'allontanamento degli uomini dai villaggi giunse a minare la stessa autosufficienza dei villaggi. Questi fatti crearono una forte tensione con il governo coloniale. La situazione giunse a un momento di crisi nel 1905, a seguito di una grande carestia. Nel luglio dello stesso anno, la popolazione insorse contro le autorità coloniali.
Nella rivolta ebbero un ruolo rilevante le religioni native animiste. Uno dei leader della rivolta fu lo stregone Kinjikitile Ngwale, che affermava di essere posseduto dallo spirito del serpente sacro Hongo che lo aveva incaricato di sterminare i Tedeschi. Ngwale assunse il nome di battaglia Bokero e sostenne di aver creato una "medicina di guerra" che avrebbe trasformato i proiettili in acqua. Questa pozione magica era composta da acqua (maji in swahili), semi di miglio e olio di ricino. Convinti della potenza di questo liquido magico, i seguaci di Bokero iniziarono una rivolta conosciuta come la ribellione dei Maji Maji.
Pochi mesi prima, erano scoppiate le guerre herero.

## La rivolta
I Maji Maji erano scarsamente armati, con fucili ad avancarica, lance, e frecce (in alcuni casi avvelenate). In compenso erano in gran numero, e si cibavano frugalmente di miglio, che potevano portare facilmente con sé. Iniziarono ad organizzarsi sulle colline Matumbi, nella parte meridionale dell'attuale Tanzania, e attaccarono le guarnigioni tedesche della colonia. Le forze militari a presidio consistevano di 458 europei e 588 nativi. I tedeschi, forti di una notevole superiorità di fuoco e tecnologica, fecero strage degli insorti. Un massacro particolarmente violento avvenne a Mahenge, dove diverse migliaia di guerrieri Maji Maji furono sterminati da sessanta soldati africani e una mitragliatrice mentre tentavano di conquistare il presidio militare comandato dal tenente von Hassel.

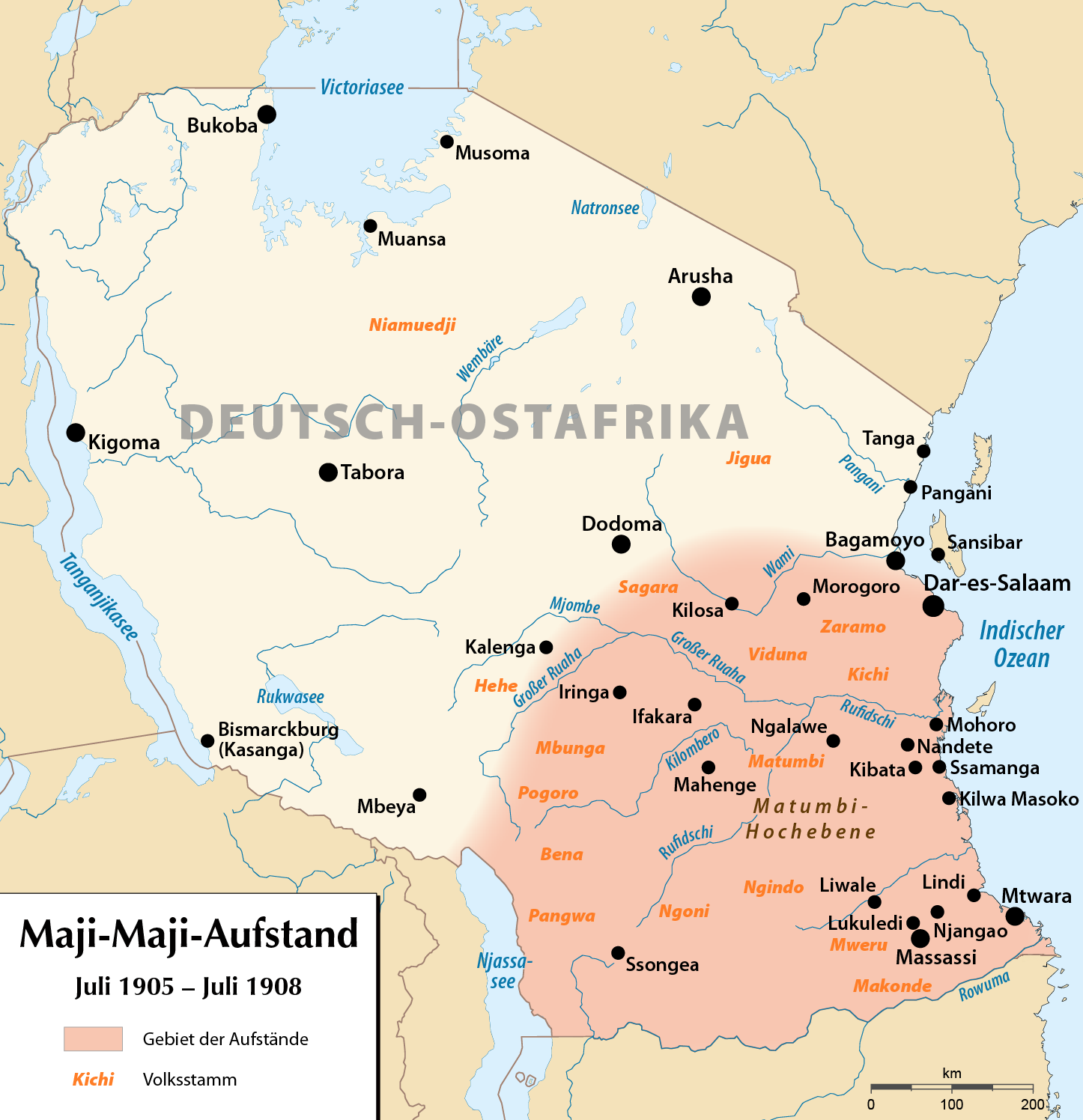
Mappa della Tanzania che mostra in rosso le aree interessate dalla rivolta

Subito dopo l'eccidio di Mahenge, la popolazione Ngoni decise di unirsi ai Maji Maji. Le truppe tedesche, armate di mitragliatrici, partirono da Mahenge per attaccare il quartier generale Ngoni, dove si trovavano 5000 uomini. L'attacco venne sferrato il 21 ottobre. Di fronte a un'evidente sconfitta, i guerrieri Ngoni si ritirarono, gettando via la medicina di guerra e gridando "il maji è una bugia!"
All'inizio della rivolta, il conte Gustav Adolf von Götzen, governatore dell'Africa orientale, aveva chiesto dei rinforzi. Il kaiser Guglielmo II di Germania aveva risposto inviando immediatamente due incrociatori. Rinforzi arrivarono anche da altre colonie, come la Nuova Guinea. In ottobre, con l'arrivo di un ultimo contingente di 1 000 soldati regolari dall'esercito tedesco, Götzen ritenne giunto il tempo di passare all'offensiva per ristabilire l'ordine. La marcia avvenne su tre colonne. I soldati distrussero villaggi, raccolti e altre fonti di sostentamento utilizzate dai ribelli, dispiegando la superiore capacità di fuoco per stroncare eventuali tentativi di resistenza e contrattacco. Un'imboscata dei Maji Maji nei confronti di una colonna tedesca che stava attraversando il fiume Ruhuji ritardò di poco la repressione nel sud ovest.
Nei primi di maggio 1906, una colonna del tenente Gustav von Blumenthal (1879-1913, sepolto a Lindi) fu sconfitta mentre marciava da Songea a Mahenge. I Tedeschi decisero di concentrarsi a Kitanda, dove il maggiore Johannes, il tenente von Blumenthal e il tenente von Lindeiner avrebbero dovuto convergere. Per tale ragione il tenente von Blumenthal fu incaricato di proseguire lungo il fiume Luwegu. La campagna del sud ovest degenerò in una aspra guerriglia che si accompagnò a una nuova, devastante carestia. Gli ultimi focolai di rivolta furono spenti nell'agosto del 1907.
Il bilancio finale fu di diverse centinaia di vittime per i Tedeschi e circa 75 000 per i Maji Maji e i loro alleati. Dopo questi eventi, che spezzarono lo spirito combattivo dei nativi, nella regione non vi furono altri disordini fino allo scoppio della prima guerra mondiale.

## Conseguenze e interpretazioni
La rivolta dei Maji Maji costituì la sfida più impegnativa alla dominazione coloniale tedesca in Africa, e la violenza della repressione cambiò il corso della storia della Tanzania. Oltre alle numerose vittime, moltissimi furono i profughi che dovettero allontanarsi dai loro villaggi per sfuggire ai Tedeschi o in seguito alla devastazione dei raccolti. In seguito, il governo imperiale tedesco diede inizio a una profonda riforma amministrativa.
Nel XX secolo, diversi movimenti nazionalisti e indipendentisti della Tanzania dichiararono di ispirarsi idealmente all'iniziativa dei Maji Maji, e Bokero viene ancora oggi considerato un eroe nazionale dal popolo della Tanzania. Secondo gli storici, tuttavia, la rivolta Maji Maji è stato spesso idealizzata dai tanzaniani. In parte, essa fu il risultato di una serie di sommosse indipendenti più che un vero movimento popolare. Per alcune popolazioni locali i combattimenti nel periodo dei Maji Maji si possono interpretare come episodi di guerre che in alcuni casi erano già in corso prima dell'arrivo dei Tedeschi; alcuni villaggi, per esempio, si allearono con i Tedeschi cogliendo l'occasione per sconfiggere loro nemici tradizionali.